# Hypoponera argonautorum
Hypoponera argonautorum es una especie de hormiga del género Hypoponera, subfamilia Ponerinae.